# Россоховатое (Харьковская область)
Россоховатое (укр. Розсохувате) — село в Бугаевском сельском совете Изюмского района Харьковской область Украины.
Код КОАТУУ — 6322882003. Население по переписи 2001 года составляет 115 (52/63 м/ж) человек.

## Географическое положение
Село Россоховатое находится в верховьях балки Рассоховатая, на расстоянии в 1,5 км от села Попасное и в 3,5 км от села Бугаевка.
К селу примыкает небольшой лесной массив (дуб).

## Происхождение названия
В некоторых документах село называют Рассоховатое или Розсоховатое. В Изюмском районе есть село Рассоховатое (нежилое).

## Объекты социальной сферы
- Школа.

## Достопримечательности
- Братская могила советских воинов. Похоронено 32 воина.